# Oorijzer

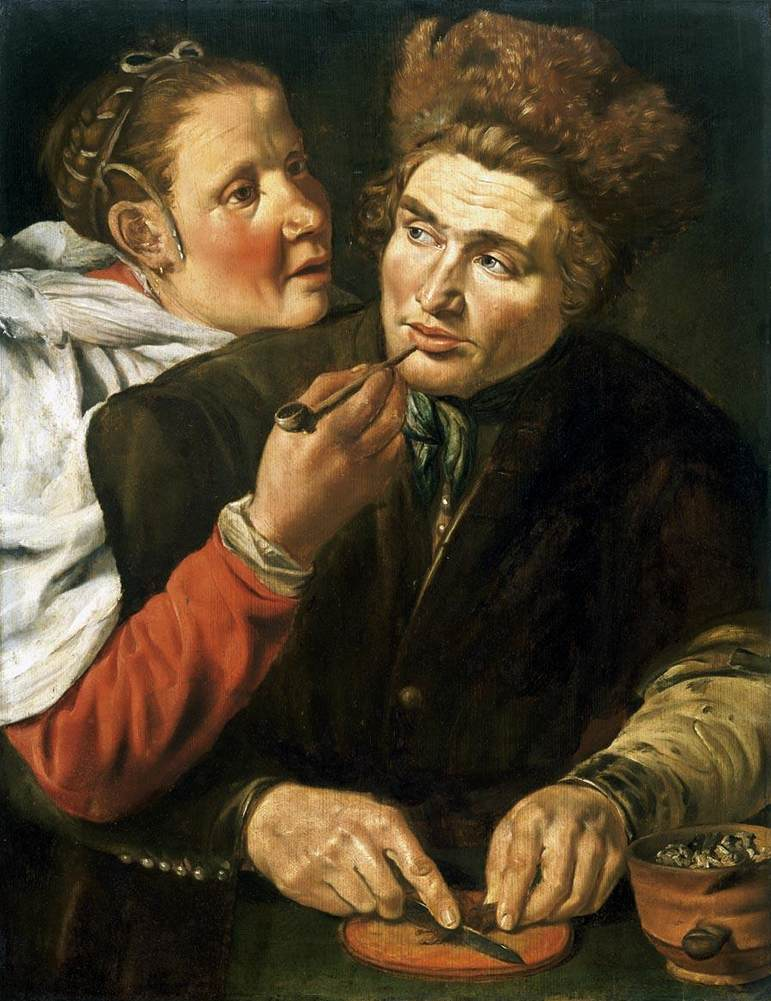
Frau mit schlichtem Oorijzer. Gemälde von Werner van den Valckert (17. Jh.)

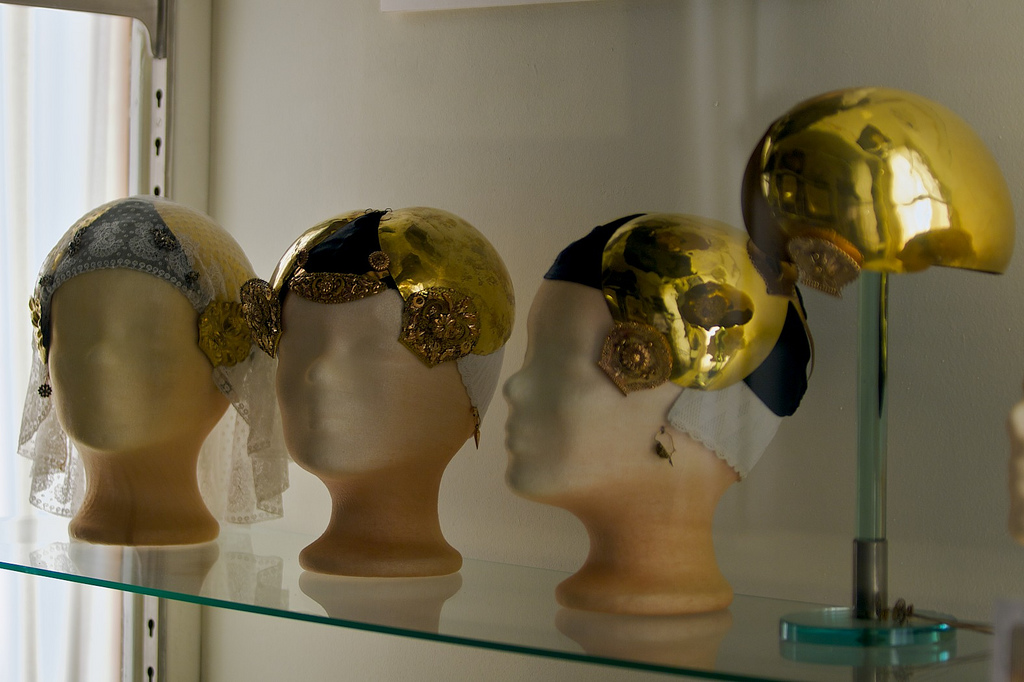
Friesische Ohreisen aus der Periode 1830–1870, Dokkum Museum

Das Oorijzer (= Ohreisen oder Ohrbügel) ist ein Bestandteil der niederländischen Volkstracht für Frauen, vornehmlich in den nördlichen Provinzen und in Zeeland, aber auch in den Grenzgebieten von Friesland zu Deutschland. Ursprünglich ein einfacher Metallreif zum Befestigen von Hauben, entwickelte sich das Oorijzer zu einem Kopfschmuck auch aus Gold oder Silber.

## Geschichte und Beschreibung
Ursprünglich war ein Oorijzer lediglich ein funktionaler Eisenbügel, der über einer Kappe (meist aus Baumwolle) getragen wurde, und über ihm wiederum eine weitere, aufwändigere Haube aus Spitze. Der Historiker und Germanist Hans-Friedrich Foltin, der in Sprachwissenschaft zum Thema Kopfbedeckungen promovierte, definierte Ohreisen 1963 so: „Bez[eichnung] eines noch im 19. Jh. zwischen Nassau und Ostfriesland von den Frauen getragenen Metallbügels zur Befestigung des Haars, der bei den Ohren endete; meist wurde darüber eine Haube getragen, in Ostfriesland jedoch fungierte das Ohreisen (häufig aus Gold oder Silber) auch für sich allein als Schmuckreif.“ In Scheveningen, wo ein solcher Kopfschmuck ebenfalls zur Tracht gehörte, wurde er als hoofdijzer (Kopfeisen) bezeichnet.
Der Historiker Johan Winkler (1840–1916) vertrat irrtümlicherweise die Ansicht, dass das Objekt altgermanischen Ursprungs sei. Historiker sind sich aber heute einig, dass die regionale Tracht, zu der auch das Oorijzer gehört, zunächst Teil der Mode in den Städten und der Oberschicht war, die Ende des 16. Jahrhunderts populär war. In den 1970er Jahren wurden Ohreisen bei archäologischen Ausgrabungen im deutschen Haan gefunden. Diese Funde wurden zunächst auf das 10. Jahrhundert datiert; nach neueren Erkenntnissen aus dem 21. Jahrhundert stammen die Ohreisen jedoch aus dem 17. oder 18. Jahrhundert. Im Einzugsgebiet des Rheins war die Ohreisentracht in Deutschland bis zur Mitte des 19. Jahrhunderts weit verbreitet, geriet aber danach in Vergessenheit, was mit zur langjährigen Fehldeutung der Funde beigetragen haben könnte.
In der zweiten Hälfte des 17. Jahrhunderts geriet das Oorijzer auch in der städtischen Oberschicht der Niederlande aus der Mode. Auf Gemälden, etwa von Jan Vermeer um 1670, sind Oorijzers nur noch als Kopfbedeckungen der Mägde zu sehen. In Friesland hingegen wurde das Oorijzer zu einem Statussymbol der wohlhabenden Bäuerinnen. Sie wurden immer größer, von einer schmalen Spange zu einem Helm, der sich eng um den Kopf schmiegte. Oorijzers wurden aus Kupfer, aus Silber oder Gold gefertigt und entwickelten sich immer weiter zu Schmuckstücken: Die Haube wurde mit Schmucknadeln am Oorijzer befestigt, und an der Vorderseite ragten verzierte Goldplättchen oder Metalllocken heraus. Mit der Zeit wurden manche Nadeln als Verzierung direkt am Oorijzer angebracht, und sie wurden immer größer. Ende des 19. Jahrhunderts betrachteten die Friesen das Oorijzer als einen typisch friesischen Gegenstand; tatsächlich ist es wenig „typisch friesisch“, abgesehen von seiner Kultivierung im 19. Jahrhundert. Bis ins 20. Jahrhundert hinein wurden Oorijzers nicht nur in Friesland, sondern auch in Amsterdam verwaisten Mädchen als Mitgift – Schmuck und Sparbüchse zugleich – geschenkt. Die Frauen der friesischen Trachtengruppen tragen sie weiterhin, und die Königinnen Wilhelmina und Juliana erhielten bei ihren Besuchen in der Provinz ein Oorijzer als Präsent.
Oorijzers in Zeeland hatten zusätzlich eine Goldplatte an der Stirnseite. König Louis Bonaparte erließ 1809 ein Dekret, in dem er die Zahl dieser Oorijzer-Platten und deren Anordnung in Zeeland festlegte, je nachdem, ob die Trägerin verheiratet oder unverheiratet war und Kinder geboren hatte. Das Design der Schmucknadeln variierte wiederum nach Herkunftsort und Familienstand. Der Reisende Johann Gottfried Hoche beschrieb im Jahre 1800 die Ohreisen, die er im westlichen Saterland sah, als „Glanz des Goldes in der Schläfe“. Wenige Jahre später berichtete eine englische Touristin in einem Brief, dass die Fenster ihres Hotelzimmers in Leeuwarden von einem Dienstmädchen mit einem goldenen Helm auf dem Kopf geputzt worden seien. Ein italienischer Schriftsteller glaubte, in Leeuwarden eine ganze Armee behelmter Frauen gesehen zu haben und von der Sonneneinstrahlung auf ihre Oorijzers geblendet worden zu sein. 1871 verfasste der Autor Eduard Gerdes den Roman Het gouden oorijzer der Friezen: een verhaal tijdens koning Radboud van Friesland (Das goldene Ohreisen der Friesen: eine Geschichte aus der Zeit von Radboud von Friesland).
Die in die USA ausgewanderte Cornelia de Groot beschrieb die Oorijzers in ihrem 1917 erstmals erschienenen Buch When I Was a Girl in Holland: „In der Nähe der Ohren und neben den silbernen und diamantenen Anstecknadeln waren die goldenen Verschlüsse angebracht, die wie kleine Schilde oder große Knöpfe aussahen. Einige der Bäuerinnen hatten auch mit Diamanten besetzte Silberplatten auf ihrer Stirn befestigt. Entgegen der landläufigen Meinung waren diese Ornamente, Mützen und alles andere keine Erbstücke. […] Der Helm wird von den Niederländern ‚ooryzer‘ genannt; das bedeutet ‚Ohreisen‘.“ („Near the ears, and beside the silver and diamond stick-pins, attached the gold caps ornament resembling miniature shields or large buttons. Some of the farmers’ wives also had fastened on their foreheads silver plates studded with diamonds. Contrary to popular belief these ornaments, caps, and all, were not heirlooms. […] The helmet is called ooryzer by the Dutch; this means ear-iron.“)

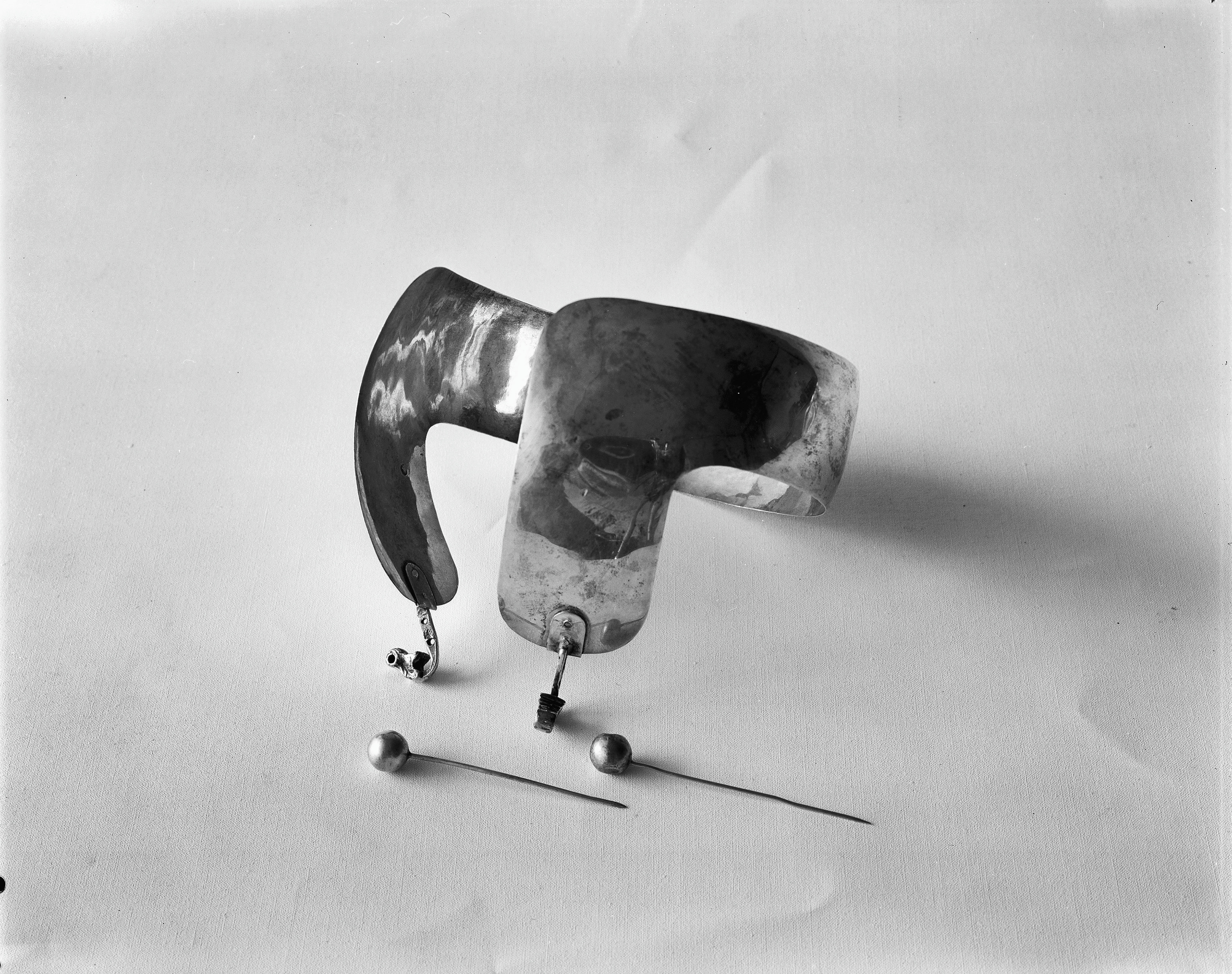
Oorijzer im Amsterdamer Waisenhausmuseum
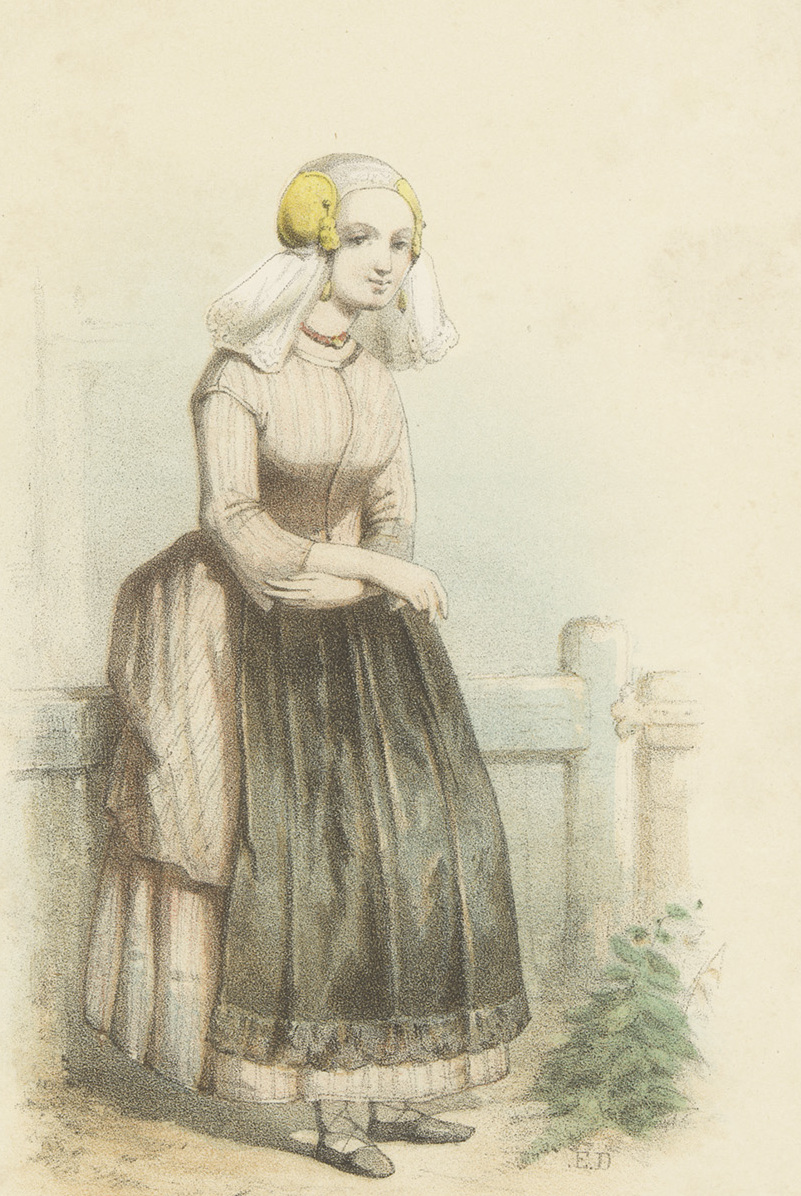
Junge Friesin mit Oorijzer (Mitte des 19. Jh.)
Oorijzer mit goldenen Stiften
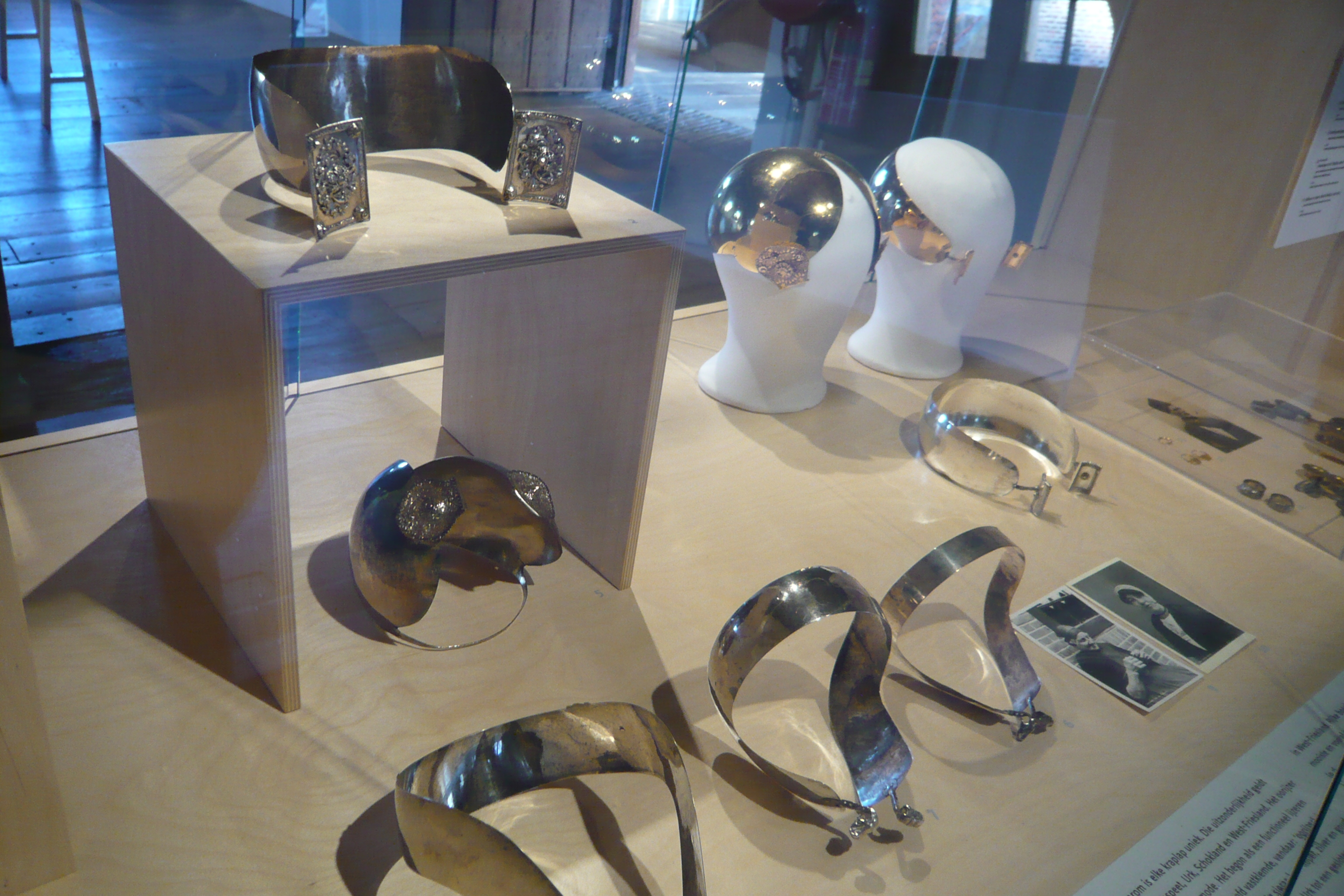
Verschiedene Oorijzer im Zuiderzeemuseum
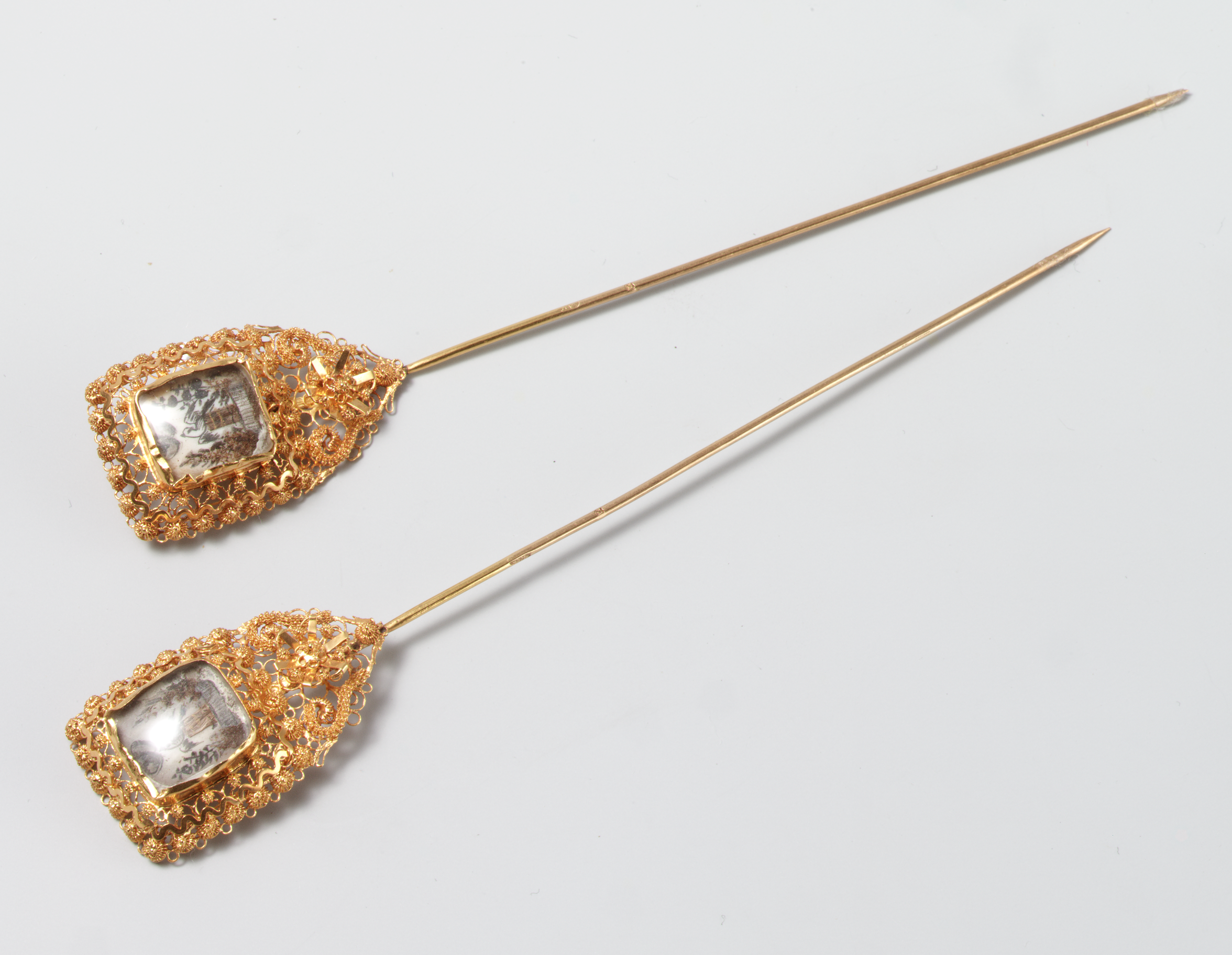
Schmucknadeln in der Sammlung des Zuiderzeemuseums